# Bill Talbert
William Franklin »Bill« Talbert, ameriški tenisač, * 4. september 1918, Cincinnati, ZDA, † 28. februar 1999, New York, ZDA.
Bill Talbert je v posamični konkurenci največji uspeh dosegel z uvrstitvijo v finale turnirja za Nacionalno prvenstvo ZDA v letih 1944 in 1945, obakrat ga je tam premagal Frank Parker. Na turnirjih za Amatersko prvenstvo Francije se je najdlje uvrstil v polfinale leta 1950, na turnirjih za Prvenstvo Anglije v četrtfinale leta 1950, na turnirjih za Prvenstvo Avstralije pa v drugi krog leta 1947. V konkurenci moških in mešanih dvojic je po štirikrat osvojil Nacionalno prvenstvo ZDA, v konkurenci moških dvojic enkrat tudi Amatersko prvenstvo Francije, petkrat je še zaigral v finalu Nacionalnega prvenstva ZDA, njegov najpogostejši partner je bil Gardnar Mulloy. V letih 1948, 1949 in 1953 je bil član zmagovite ameriške reprezentance v Davisovem pokalu. Leta 1967 je bil sprejet v Mednarodni teniški hram slavnih.

## Finali Grand Slamov

### Posamično (2)

#### Porazi (2)
| Leto | Turnir                       | Nasprotnik v finalu | Rezultat finala    |
| 1944 | Nacionalno prvenstvo ZDA     | Frank Parker        | 4–6, 6–3, 3–6, 3–6 |
| 1945 | Nacionalno prvenstvo ZDA (2) | Frank Parker        | 12–14, 1–6, 2–6    |

### Moške dvojice (10)

#### Zmage (5)
| Leto | Turnir                       | Partner        | Nasprotnika v finalu          | Rezultat finala           |
| 1942 | Nacionalno prvenstvo ZDA     | Gardnar Mulloy | Ted Schroeder Sidney Wood     | 9–7, 7–5, 6–1             |
| 1945 | Nacionalno prvenstvo ZDA (2) | Gardnar Mulloy | Bob Falkenburg Jack Tuero     | 12–10, 8–10, 12–10, 6–2   |
| 1946 | Nacionalno prvenstvo ZDA (3) | Gardnar Mulloy | Don McNeill Frank Guernsey    | 3–6, 6–4, 2–6, 6–3, 20–18 |
| 1948 | Nacionalno prvenstvo ZDA (4) | Gardnar Mulloy | Frank Parker Ted Schroeder    | 1–6, 9–7, 6–3, 3–6, 9–7   |
| 1950 | Amatersko prvenstvo Francije | Tony Trabert   | Jaroslav Drobný Eric Sturgess | 6–2, 1–6, 10–8, 6–2       |

#### Porazi (5)
| Leto | Turnir                       | Partner        | Nasprotnika v finalu        | Rezultat finala    |
| 1943 | Nacionalno prvenstvo ZDA     | David Freeman  | Jack Kramer Frank Parker    | 2–6, 4–6, 4–6      |
| 1944 | Nacionalno prvenstvo ZDA (2) | Pancho Segura  | Don McNeill Bob Falkenburg  | 5–7, 4–6, 6–3, 1–6 |
| 1947 | Nacionalno prvenstvo ZDA (3) | Bill Sidwell   | Jack Kramer Ted Schroeder   | 4–6, 5–7, 3–6      |
| 1950 | Nacionalno prvenstvo ZDA (4) | Gardnar Mulloy | John Bromwich Frank Sedgman | 5–7, 6–8, 6–3, 1–6 |
| 1953 | Nacionalno prvenstvo ZDA (5) | Gardnar Mulloy | Rex Hartwig Mervyn Rose     | 4–6, 6–4, 2–6, 4–6 |